# Кастамону (вилает)
Кастамону (на турски: Kastamonu) е вилает в Северна Турция на Черно море. Административен център на вилаета е едноименният град Кастамону.
Вилает Кастамону е с население от 322 759 жители (оценка от 2006 г.) и обща площ от 13 108 кв. км. Вилает Кастамону е разделен на 20 общини.

## Население
Численост на населението според преброяванията през годините:
| Година | Численост |
| 1990   | 423 206   |
| 2000   | 375 476   |
| 2011   | 360 694   |